# 道氏叫姑魚
道氏叫姑魚為輻鰭魚綱鱸形目鱸亞目石首魚科的其中一種，分布於印度洋區，從巴基斯坦至安達曼群島海域，體長可達40公分，棲息在沿海、河口，屬肉食性，以小魚、無脊椎動物為食，可做為食用魚。